# Шон Мендес
Шон Пітер Рауль Мендес (англ. Shawn Peter Raul Mendes; нар. 8 серпня 1998, Торонто, Канада) — канадський співак і автор пісень. Він став відомим у 2013 році, коли почав розміщувати музичні кавери на відео сервісі Vine. Наступного року його помітив музичний менеджер Ендрю Гертлер і консультант з питань артистів і репертуару лейблу Island Records Зіггі Чартон, що призвело до підписання контракту з лейблом. Мендес випустив мініальбом The Shawn Mendes EP і свій дебютний студійний альбом Handwritten, сингл з якого «Stitches» увійшов до першої десятки в чартах США і Канади, а також очолив чарт Великої Британії. Виходу його другого альбому, Illuminate (2016), передував сингл «Treat You Better». Обидва альбоми дебютували на вершині американського чарту Billboard 200.

## Раннє життя
Шон Мендес народився в Торонто, Онтаріо, в родині агента з нерухомості Карен і бізнесмена з продажу барного і ресторанного продовольства в Торонто Мануеля Мендеса. Його батько португалець (з Алгарве), а мати англійка. У нього є молодша сестра Алія. Мендес виріс у Пікерінгу, Онтаріо, де відвідував школу Pine Ridge Secondary School.

## Кар'єра

### 2013—2015: альбомHandwritten

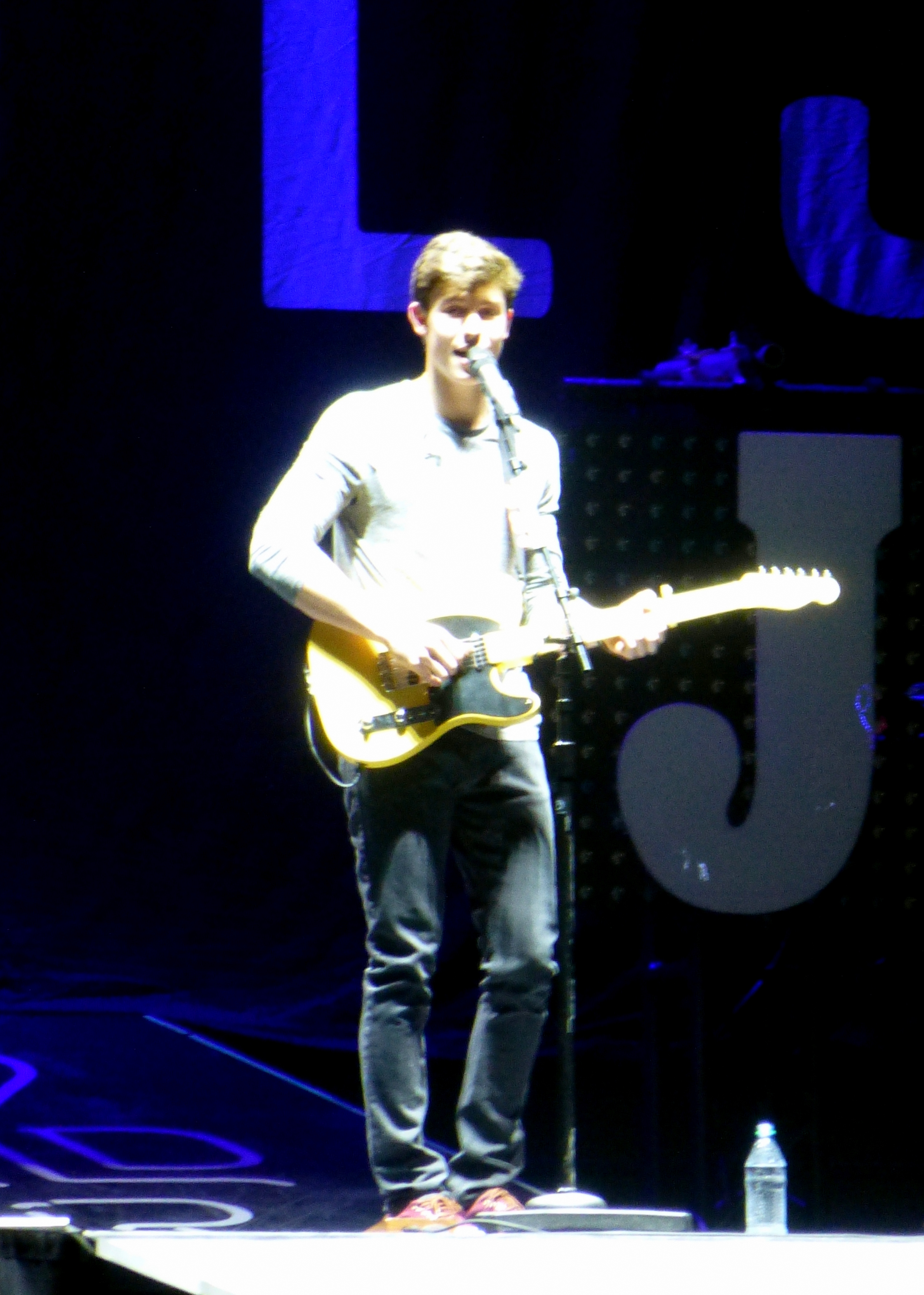
Мендес на розігріві концертного туру Тейлор Свіфт

Мендес навчився грати на гітарі у віці 13 років, у 2012, дивлячись відеоуроки на YouTube. Менш ніж за рік, у 2013, він почав записувати кавер-відео за допомогою додатку Vine і зібрав мільйони переглядів і підписників протягом кількох місяців, ставши добре відомим своїми шести секундними уривками виконань багатьох популярних пісень. До серпня 2014 року він був третім музикантом у Vine за обсягом підписників. Музичний менеджер Ендрю Гертлер помітив Мендеса в інтернеті в листопаді 2013 року, в результаті ним зацікавилася фірма звукозапису Island Records в січні 2014 року. Він офіційно підписав контракт з лейблом в травні 2014 року і випустив свій перший сингл «Life of the Party» 26 червня 2014 року. Він став наймолодшим дебютантом «найкращі 25» американського чарту Billboard Hot 100, коли 12 липня 2014 року його дебютний сингл посів 24 сходинку хіт-параду. До підписання контракту з фірмою звукозапису, Мендес гастролював як учасник Magcon Tour разом з іншими молодими популярними зірками соціальної мережі Vine. Мендес також взяв участь на розігріві у загальнонаціональному концертному турі разом з Остіном Махоном, випустивши свій дебютний мініальбом в липні. Мініальбом дебютував у чарті Billboard 200, посівши п'яту сходинку, з продажем у 48 000 копій за перший тиждень. Він здобув премію Teen Choice Awards 2014 року в номінації Музична вебзірка. 5 вересня 2014 року гурт The Vamps за участю Мендеса випустив п'ятий сингл «Oh Cecilia (Breaking My Heart)» з їхнього дебютного альбому Meet the Vamps. 6 листопада 2014 Мендес випустив другий сингл під назвою «Stitches».
14 квітня 2015 року Мендес випустив свій повноформатний альбом Handwritten, який дебютував очоливши чарт Billboard 200, отримавши 119 000 альбомно-еквівалентних одиниць, та за перший тиждень було продано 106 000 його копій. Проте, наступного тижня продажі впали на 89 %. Третій його сингл «Stitches» посів четверту сходинку американського чарту Billboard Hot 100, ставши його першим синглом у першій десятці США, і очолив чарт Top 40 Mainstream. Згодом, пісня посіла перше місце в чарті Великої Британії. Мендес записав пісню під назвою «Believe» для оригінального фільму Disney Channel Спадкоємці. Окрім того, у 2015 році Мендес виступав на розігріві Тейлор Свіфт, в рамках її концертного туру The 1989 World Tour в Північній Америці. Наприкінці 2015 року Мендес і Каміла Кабельйо, яка була у той час учасницею групи Fifth Harmony, випустили спільний сингл «I Know What You Did Last Summer». Пісня увійшла до перевидання альбому Мендеса Handwritten Revisited. Мендес зіграв епізодичну роль в третьому сезоні серіалу «Сотня» телеканалу The CW прем'єра якого відбулася 21 січня 2016 року. Пізніше він повідомив про свій другий світовий концертний тур, в рамках якого він відвідає Північну Америку і Європу, починаючи з березня 2016 року. На початку 2016 року Мендес почав співпрацювати з модельним агентством Wilhelmina Models. Мендес був включений в число 25 найбільш впливових підлітків 2014 і 2015 років за версією журналу Тайм. Крім того, 2016 року, Мендес вперше був включений до щорічного переліку Форбс «30 молодше 30», куди входять ті, хто досягли успіху до 30 років.

### 2016: альбомIlluminate
Мендес випустив «Treat You Better», провідний сингл зі свого другого студійного альбому Illuminate, в червні 2016 року. Сингл увійшов до першої десятки чарту Billboard Hot 100, в той час, як альбом дебютував під першим номером в чарті США Billboard 200 з 145 000 альбомно-еквівалентних одиниць та чистим продажем у 121 000 копій. Альбом написаний в новому для Мендеса напрямку «м'якого класичного рок-грува». Другий сингл «Mercy» вийшов 18 серпня 2016 року. В грудні 2016 Мендес випустив концертний альбом Live at Madison Square Garden.

## Стиль
Мендес згадував Джона Меєра, Еда Ширана, Джастіна Тімберлейка, і Бруно Марса, як артистів, що вплинули на його музичний стиль. Бріттані Спанос з Rolling Stone зазначила, що Мендес додає у свою музику «помітні акустичні фолк-поп мелодії», в той час, як Джо Коскареллі з Нью-Йорк таймс наголосив, що «його м'який, іноді душевний попрок грає, перш за все, для дітей і підлітків, але також знайшов своє місце на сучасних дорослих радіостанціях.» Коскареллі наголошує, що «Illuminate відображає ретельний розвиток його звучання і предмету пісні, причому велика частина органічної манери виконання і серйозність хорошого хлопця з часів Handwritten залишилася». Мендес заявив: 
Я випустив пісню про секс у 18 років, що є доречним. Я не зробив би цього, якби мені було 16 або 17. Я випущу пісню про пияцтво у 21, ви розумієте, що я маю на увазі?

## Особисте життя
Мендес живе в центрі Торонто. Він почав зустрічатися з кубинсько-американською співачкою Камілою Кабельйо в липні 2019 року. Їхні стосунки викликали суперечки, оскільки обох звинувачували в спробі зав'язати стосунки заради публічності, але Мендес наполягав, що це «безумовно не рекламний хід». У листопаді 2021 року пара оголосила про розлучення.
Мендес відкрито розповідав про свою боротьбу з тривожним неврозом, про що він публічно розповів у своїй пісні «In My Blood». Він сказав: «Я кілька разів спілкувався з терапевтом. […] Терапія — це те, що вам підходить. Терапія — це слухати музику та бігати на біговій доріжці, терапія — це піти на вечерю з друзями — це щось, що вас відволікає, що допомагає вам вилікуватися, і тому це залежить від того, що ви думаєте про терапію. Я докладав свідомих зусиль, щоб бути ближчим до людей у своєму житті. Я виявив, що закриваюся від усіх, думаючи, що це допоможе мені боротися з цим, а потім усвідомив, що єдиний спосіб, яким я збираюся боротися з цим, — це повністю відкритися та впустити людей». Щодо спекуляцій щодо його орієнтації, він сказав: «По-перше, я не гей. По-друге, це не повинно мати різниці, чи був я ним, чи ні. У центрі уваги має бути музика, а не моя сексуальність.»

## Благодійність
У 2014 році Мендес і DoSomething.org розпочали кампанію під назвою «Notes from Shawn» (укр. Записки від Шона). Кампанія була натхненна текстом першого синглу «Life of the Party», і її об'єктом стали люди з низькою самооцінкою, депресією і схильністю до суїциду. Вони продовжили кампанію наступного, 2015, року. Він також співпрацював з благодійною організацією Pencils of Promise, пожертвувавши їй $25.000 на будівництво школи в Гані.

## Нагороди та номінації
Мендес був неодноразово номінований та отримав кілька нагород, зокрема, дві MTV Europe Music Awards, три Much Music Video Awards, і премію Allan Slaight Honour від Алеї слави Канади. У 2015 році Мендес був відзначений премією Breakout Award на церемонії SOCAN Awards в Торонто.

## Дискографія
- Handwritten (2015)
- Illuminate (2016)
- Shawn Mendes (2018)
- Wonder (2020)

## Концертні тури
Хедлайнер
- ShawnsFirstHeadlines[55] (2014–15)
- Shawn Mendes World Tour[en] (2016)
- Illuminate World Tour[en] (2017)
- Shawn Mendes: The Tour[en] (2019)
- Wonder: The World Tour[en] (2022)

Один з хедлайнерів
- Jingle Ball Tour 2014[en] (з різними артистами)[56] (2014)
- Jingle Ball Tour 2015 (з різними артистами) (2015)
- Jingle Ball Tour 2018 (з різними артистами) (2018)

На розігріві
- Live on Tour (Остін Махон) (Північна Америка)[57] (2014)
- The 1989 World Tour[en] (Тейлор Свіфт) (Північна Америка)[24] (2015)